# آرانتون
آرانتون (به فرانسوی: Arenthon) یک کمون در فرانسه است که در اوت سووآ واقع شده‌است. آرانتون ۱۱٫۴۷ کیلومتر مربع مساحت دارد.